# 김억렴
김억렴(金億廉, 생몰년 미상)은 신라 말 왕족이자 후삼국 시대 호족으로, 신성왕후(神成王后)의 아버지이다. 고려 태조의 장인이다.

## 가계
- 조부 : 김민공(金敏恭)
- 조모 : 미상
- 아버지 : 김인경(金仁慶)
- 어머니 :  미상
  - 아들 :김유렴(金裕廉)
  - 딸 :신성왕후(神成王后)
  - 사위 : 고려 태조(高麗 太祖)

## 김억렴이 등장하는 작품
- 태조 왕건 KBS, 2000년~2002년, 배우:양형호